# Königsberger Vertrag (1656)

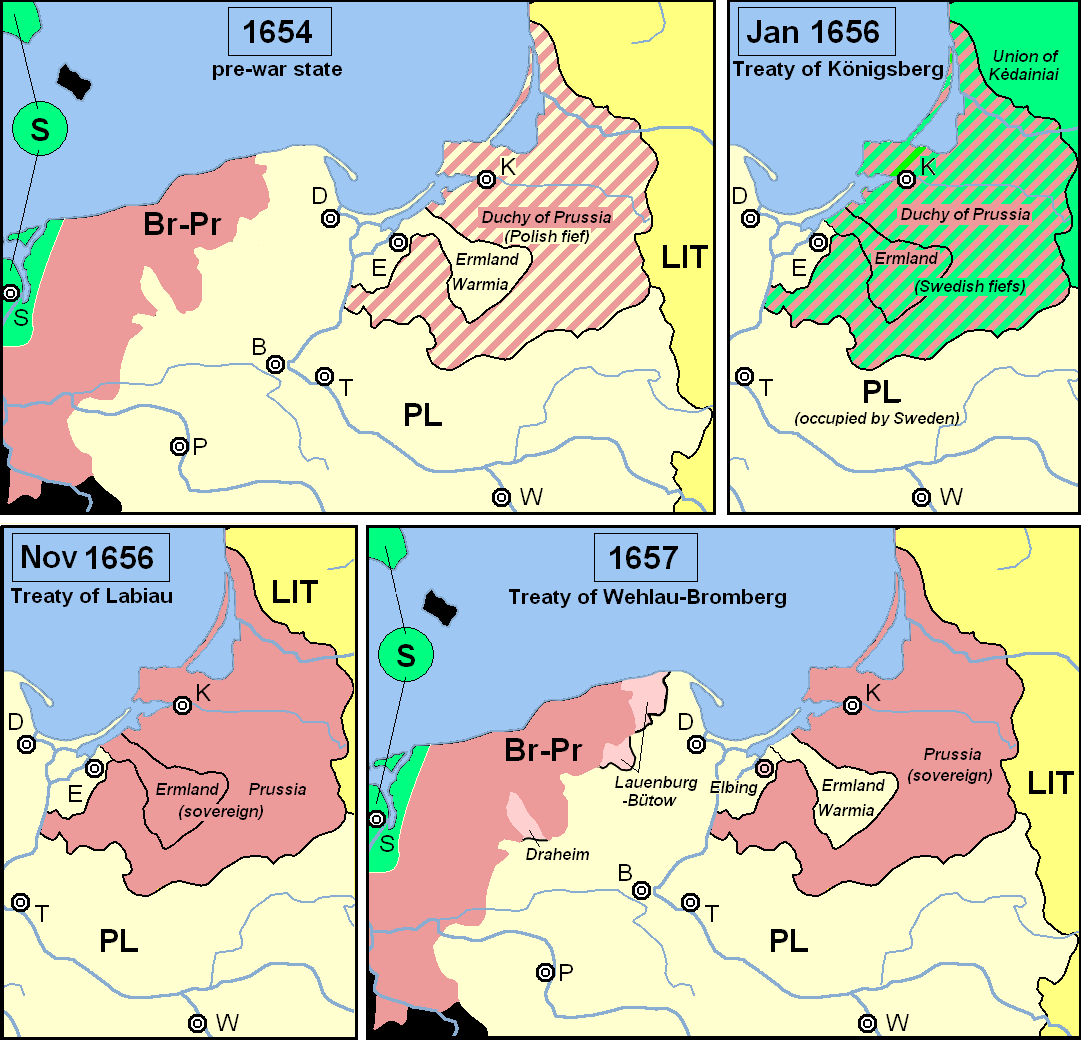
Entwicklung von Preußen

Der Vertrag von Königsberg vom 17. Januar 1656 war ein zwischen Kurfürst Friedrich Wilhelm von Brandenburg-Preußen und König Karl X. Gustav von Schweden in Königsberg geschlossener Lehns- und Unterwerfungsvertrag.

## Vorgeschichte
Nachdem Königin Christina im Juni 1654 zu Gunsten ihres Vetters Karl X. Gustav auf den Thron verzichtet hatte, machte Polens König Johann II. Kasimir aus dem Hause Wasa Thronansprüche geltend. Die Nichtanerkennung Karl Gustavs führte 1655 zunächst zu einem Krieg mit dem Königreich Polen, der sich zum Zweiten Nordischen Krieg auswachsen sollte. Schwedische Truppen aus Pommern und Litauen drangen ins Land ein, und ohne größeren Widerstand errangen die Schweden die Oberhand, Johann II. Kasimir flüchtete vor dem Feind nach Schlesien.
Friedrich Wilhelm von Brandenburg wurde in die Auseinandersetzung als Lehnsträger der polnischen Krone über das Herzogtum Preußen automatisch mit involviert. Zuerst einem Bündnis mit den Schweden nicht abgeneigt, beorderte er schließlich Truppen aus Kleve und aus der Mark Brandenburg in das Herzogtum. In einem in Rinsk geschlossenen Vertrag einigte er sich mit den polnischen Ständen auf eine Verteidigung des Landes gegen die Schweden. Damit war Karl Gustav in seinem Rücken ein Gegner entstanden, den er bekämpfen musste.

## Vertragsschluss
Nachdem die Schweden die faktische Kontrolle über das Herzogtum Preußen (bis auf Königsberg) errungen hatten, unterstellte sich der preußische Herzog Friedrich Wilhelm der Lehnshoheit von König Karl Gustav, wodurch er seinen Vasalleneid gegenüber dem polnischen König Johann II. Kasimir brach und wenig später in einer persönlichen Unterredung in Bartenstein mit dem Schwedenkönig auf „Bruderschaft“ trank.
Außer der Annahme des Herzogtums als nunmehr schwedisches Lehen regelte der Vertrag von Königsberg die Aufhebung der Verbindung zu den polnischen Ständen, das Transitrecht für schwedische Truppen, das Öffnen der Häfen für Schwedens Kriegsschiffe und die Ablieferung von 50 Prozent der Seezölle an den skandinavischen Vertragspartner. Im Gegenzug wurde das Fürstbistum Ermland als schwedisches Lehen an den Kurfürsten gegeben.
Die Vertragspartner stimmten zwar grundsätzlich überein, dass eine Allianz gegen Polen sinnvoll sei, doch blieb der Brandenburger vorerst neutral und war zu keinen soldatischen Hilfsleistungen verpflichtet.

## Weitere Entwicklung
Die Rückkehr Johann II. Kasimirs führte zum Abfall der zu den Schweden übergewechselten polnischen Adligen und dem Aufkeimen religiös und nationalistisch motivierter Erhebungen gegen die fremden Truppen. Da Karl Gustavs Heer in dem Winterfeldzug zusammengeschrumpft war und ein Teil der Krieger für Festungsbesetzungen gebunden war, konnten die aufflackernden Aufstände nur mit halber Kapazität bekämpft werden. In dieser Situation wandte sich der schwedische König hilfesuchend an Friedrich Wilhelm von Brandenburg und es kam zum Bündnis-Vertrag von Marienburg am 23. Juni 1656.
Ab da bis 1657, dem Jahr des Vertrages von Wehlau, nahm er aktiv am Schwedisch-Polnischen Krieg teil, unter anderen an der Schlacht bei Warschau. Außerdem erhielt der brandenburgische Kurfürst das schwedisch eroberte Fürstbistum Ermland zu Lehen, das jedoch ein Jahr später im Zuge des Bündniswechsels wieder an Polen-Litauen zurückgegeben wurde.

## Entwicklungsgang zur Souveränität Preußens
- 17. Januar 1656 Vertrag von Königsberg
- 23. Juni 1656 Vertrag von Marienburg
- 28.–30. Juni 1656 Schlacht bei Warschau
- 20. November 1656 Vertrag von Labiau
- 19. September 1657 Vertrag von Wehlau
- 6. November 1657 Vertrag von Bromberg
- 3. Mai 1660 Vertrag von Oliva